# Carrascoy y El Valle
Carrascoy y El Valle este o arie protejată (sit de importanță comunitară — SCI) din Spania întinsă pe o suprafață de 11.833,25 ha, integral pe uscat.

## Localizare
Centrul sitului Carrascoy y El Valle este situat la coordonatele 37°51′52″N 1°12′13″W / 37.8644°N 1.2036°V.

## Înființare
Situl Carrascoy y El Valle a fost declarat sit de importanță comunitară în aprilie 1999 pentru a proteja 33 de specii de animale.

## Biodiversitate
Situată în ecoregiunea mediteraneană, aria protejată conține 17 habitate naturale: Vegetație gipsofilă iberică (Gypsophiletalia), Ape puternic oligomezotrofe cu vegetație bentonică cu Chara spp., Pășuni mediteraneene udate de apa mării (Juncetalia maritimi), Pseudostepă cu ierburi și specii anuale de Thero-Brachypodietea, Pante stâncoase calcaroase cu vegetație casmofită, Pajiști carstice calcaroase sau bazofile, de Alysso-Sedion albi, Galerii și tufărișuri riverane sudice (Nerio-Tamaricetea și Securinegion tinctoriae), Păduri de Quercus ilex și Quercus rotundifolia, Matorral arborescenți cu Juniperus spp., Pante stâncoase silicioase cu vegetație casmofită, Tufărișuri halo-nitrofile (Pegano-Salsoletea), Râuri mediteraneene cu debit intermitent, cu specii de Paspalo-Agrostidion, Pajiști uscate europene, Râuri mediteraneene cu debit permanent cu specii de Paspalo-Agrostidion și galerii riverane de Salix și de Populus alba, Tufărișuri termo-mediteraneene și de pre-deșert, Izvoare petrifiante cu formare de travertin (Cratoneurion), Pajiști umede mediteraneene cu ierburi înalte de Molinio-Holoschoenion.
La baza desemnării sitului se află mai multe specii protejate:
- păsări (25): uliu porumbar (Accipiter gentilis), acvilă de munte (Aquila chrysaetos), buha (Bubo bubo), șorecarul comun (Buteo buteo), șerpar (Circaetus gallicus), erete de stuf (Circus aeruginosus), erete cenușiu (Circus pygargus), șoim călător (Falco peregrinus), cinteză (Fringilla coelebs), Hieraaetus fasciatus, acvilă pitică (Hieraaetus pennatus), forfecuță gălbuie (Loxia curvirostra), ciocârlie de pădure (Lullula arborea), prigoare (Merops apiaster), gaia neagră (Milvus migrans), codobatura galbenă (Motacilla flava), muscar sur (Muscicapa striata), Oenanthe leucura, pietrar sur (Oenanthe oenanthe), pițigoi de brădet (Parus ater), viespar (Pernis apivorus), mărăcinar negru (Saxicola torquatus), silvie de tufiș (Sylvia undata), pănțărușul (Troglodytes troglodytes), pupăză (Upupa epops)
- mamifere (7): liliac cu aripi lungi (Miniopterus schreibersii), liliac cu urechi de șoarece (Myotis blythii), liliac cu picioare lungi (Myotis capaccinii), liliac comun (Myotis myotis), liliacul mediteranean cu potcoavă (Rhinolophus euryale), liliacul mare cu potcoavă (Rhinolophus ferrumequinum), liliacul mic cu potcoavă (Rhinolophus hipposideros)
- reptile (1): Mauremys leprosa

Pe lângă speciile protejate, pe teritoriul sitului au mai fost identificate 55 de specii de plante, 26 de specii de păsări, 3 specii de amfibieni, 14 specii de mamifere, 7 specii de reptile.